# Mercury–Redstone–2
A Mercury–Redstone–2 a NASA egyik tesztrepülése volt a Mercury-program során, lényegében az első, emberrel végzett szuborbitális repülés, vagy más néven űrugrás főpróbája, egy majommal a fedélzeten. A biztonsági szempontok miatt az ember repülése előtt egy főemlőst, egy Ham nevű csimpánzt ültettek az űrkabinba, hogy a majdani űrhajóst érő fizikai és fiziológiai hatásokat vele modellezzék, és végképp eldöntse az űrügynökség, hogy egészségügyi, biztonsági oldalról engedélyezik-e az első emberes űrrepülés végrehajtását.
A repülés során a Mercury űrhajó egy teljesen felszerelt példányát bocsátották fel Cape Canaveralről, Redstone hordozórakétával 1961. január 31-én, olyan módon, hogy az űrhajó átlépje a 100 kilométeres magasságot – az ún. Kármán-vonalat, a világűr elméleti magasságát –, de a Föld körüli pályára álláshoz szükséges sebesség elérésének képessége nélkül aztán visszahulljon, és egy parabolaív mentén az Atlanti-óceán egy kijelölt pontjára érkezzen, ezzel modellezve a következő, immár emberrel a fedélzeten végzett repülést. Ham repülése sikeres minősítést kapott annak ellenére, hogy néhány hiba történt, és a majomra a vártnál erősebb igénybevétel hatott.

## Előzmények
A NASA alakulásakor, 1958. október 1-jén kapta a feladatot, hogy embert juttasson a világűrbe. Informálisan egy héttel később, hivatalosan 1958. december 17-én elindították a Mercury-programot, amelynek keretében olyan űrhajót fejlesztettek, amelyben feljuttathatnak egy embert a világűrbe, lehetőség szerint elsőként a világon. Az elgondolás motivációja inkább politikai volt, abban az időben a Szovjetunió és az USA között egyfajta politikai, technológiai „fantomháború” dúlt, amelyet hidegháború néven ismerünk, és amelynek egyik fejezete volt az űrverseny. A vetélkedésben a Szovjetunió ragadta magához a vezetést a Szputnyik–1 világelső felbocsátásával, majd további műholdak és űrszondák elsőkénti sikeres startjával, ezért az Egyesült Államok mindent megtett a visszavágásért, és a következő logikus lépés ebben az „adok-kapok” versenyben az első ember űrbe bocsátása volt. A NASA feladata ennek mielőbbi megvalósítása lett.
A program tesztrepülések sorával indult, amelyek az előzetes elképzelések fizikai megvalósíthatóságát voltak hivatottak igazolni. Előbb csak költségtakarékosságból, majd a Szovjetunióból érkező hírek miatt – sikeres repüléseket jelentettek be állatokkal visszatérő műholdak fedélzetén, ami egyenértékű volt a versenynek az ellenfél javára billenésével – a tesztek két önálló irányt vettek. Az eredeti elképzelés szerint egy kisebb tömegű (1,5-2,5 tonnás) űrkabin alacsony Föld körüli pályára juttatásához egy éppen fejlesztése végén álló rakéta, az Atlas tűnt megfelelő teljesítményűnek, ezt választották ki a feladatra. Ám ennek működőképességét, megbízhatóságát még igazolni kellett mindamellett, hogy sok teszthez nem volt szükség keringési sebességre gyorsítani egy teljes űrkabint, elég volt csak megfelelő magasságra juttatni. A Föld körüli pályára vezetett repülések költsége volt a legmagasabb, a költségtakarékosság okán jó néhány tesztet olcsóbb megoldással kívánt a NASA végrehajtani, amihez két további – a keringési sebesség eléréséhez alkalmatlan – rakétát, a Redstone-t és a Little Joe-t választották a mérnökök, és a tesztekhez elégséges szuborbitális repülési profilokat (ún. űrugrásokat) is meghatároztak.
1960 végén azonban a szovjet kísérletekből – több nagy tömegű (egy emberrel végzett repüléshez szükséges kabin tömegével egyenértékű), élőlényekkel Föld körüli pályára álló műholdból – világossá vált az amerikaiak számára, hogy vetélytársuk előrébb tart, ezért ekkor fogalmazódott meg a gondolat, hogy a program el kell ágazzon két alternatív irányba: tovább folynak az előkészületek az orbitális repülésre, és önálló irányként előkészítenek egy emberrel végzett szuborbitális repülést is. A NASA úgy gondolta, hogy a közvélemény számára megnyugtató lenne, ha bár a mindenki számára nyilvánvalóan „igazinak” tekintett Föld körüli pályán végzett repülésben látható hátrányban is van Amerika, az ehhez vezető utat több lépésben építik fel, és az első lépést (az űrugrást) megnyerik. Ezért el is indították a Redstone rakéta és a Mercury kabin összeépítésével a folyamatot, amelyben előbb egy automata üzemmódban, utas nélkül, majd egy majommal, végül egy űrhajóssal végzett űrugrással három lépésben elhódítható az elsőség a szovjetek elől.

### Űrmajmok
A világűr elérésére irányuló törekvések mind a szovjet, mind az amerikai oldalon közösek voltak abban, hogy a végcélnak az ember űrbe juttatását tekintették, és e cél elérésére – logikusan – mindkét fél élőlények felbocsátását is végezte. Szovjet oldalon általában kutyák, míg az amerikaiaknál az emberre inkább hasonlító állatok, a majmok kerültek a különböző rakéták kezdetleges űrkapszuláiba, sokszor a túlélés esélye nélkül. Az USA élőlényekkel végzett tesztjeiben a korai időszakban rhesusmajmokat (kis makákókat) „használt”, így a Mercury-program korai tesztjeiben is ezek a majmok szerepeltek, ám amikor elérkezett az ember repülése, mint valós lehetőség, új tesztalanyokat kerestek, amelyre az emberre fiziológiailag leginkább hasonlító főemlősöket (csimpánzokat, gorillákat) találtak legalkalmasabbnak. Azért ezeket az állatokat, mert egyrészről az emberrel nagyon hasonló fizikai felépítésük van, másrészt kisebb méretűek az embernél, így a tervezett kabinba könnyebben, annak különösebb átalakítása nélkül belefértek.
A kísérletekre a Holloman légibázison egy 40 példányból álló majomkolóniát alapítottak. Köztük volt Ham, egy 1956. júliusában, Nyugat-Afrikában, Kamerunban született hím csimpánz, akit 1959-ben vittek Amerikába, egy floridai állatkereskedésbe, ahonnan az USAF vette meg, és vitte az új-mexikói Holloman bázisra. Itt a majmokat egy hosszú kiképzési kísérletsorozatnak vetették alá, hogy kiválasszák a legjobban teljesítő egyedeket. Ezek legfontosabbika volt, hogy az állatoknak különböző hang- és/vagy fényjelzésekre különböző karokat kellett meghúzniuk megadott időn belül. Ha 5 másodpercen belül a helyes kart húzta meg a kísérleti alany, banándarabokat kapott jutalmul, ha tévesztett, vagy kifutott az időkeretből, gyenge áramütéssel büntették. Emellett mikrogravitációs, vagy nagy g-erős terheléses gyakorlatokat is végeztek velük. A tesztek célja az volt, hogy egy űrhajós tevékenységét szimulálják egy űrrepülésen, mivel egy űrutazáson nem volt elég pusztán életben maradnia a leendő űrutazónak, a cselekvőképességének is fenn kellett maradnia minden repülési szituációban (bár a tervezés korai szakaszában orvosilag mindkét feltétel kérdéses volt még). A kísérletsorozatban az egyedek számát 40-ről előbb 18-ra, majd végül 6-ra csökkentették. Ebből a csoportból emelkedett ki a 65-ös számú példány. A csimpánz eredeti neve Chang volt, „leltári száma” szerint pedig a 65-ös sorszámú egyed (a légierő sorszám szerint tartotta nyilván a kísérleti állatokat), ám a kísérletek során a NASA ezt megváltoztatta Hamre, amely néven azonban nem szó szerint (angolul: sonka) volt értendő, hanem egy betűszó volt, a Holloman Aerospace Medical Center kezdőbetűiből (egyes vélemények szerint az űrhivatal így akarta tompítani a negatív publicitást baj esetére, hogy egy névvel azonosított majmot ölt meg).

### Mercury–Redstone–1A
Az űrugrást először élőlény nélkül próbálták ki, először a teljes kudarcot hozó Mercury–Redstone–1, majd a végre sikeres Mercury–Redstone–1A repülésen. A korábbi, sikertelen próbák miatt igazolni kellett, hogy a teljes kiépítettségű rendszer megfelelően fog működni, ezért 1960. november 21-re kitűzték az első Mercury űrhajó startját egy szuborbitális repülésre, a Redstone rakéta hátán. Ennek a startnak egyben az is a funkciója lett volna, hogy a repülő hardveren kívül a kiszolgáló létesítményeket, az irányító infrastruktúrát is élesben tesztelje. A repülés eredményét jól jellemzi, hogy az irányítás ekként összegezte a repülést: „az egyetlen dolog, amit kilőttünk, az a mentőrakéta”, de a repülés későbbi gúnyos beceneve („A tízcentis repülés”) is összefoglalja a kudarcot. A Redstone rakéta startfolyamata rendben lefutott a hajtóműindítás pillanatáig, majd a rakéta el is emelkedett az LC-56-os indítóállás indítóasztaláról, de a hajtómű szinte azonnal leállt, és az emelkedés mindössze a 10-12 centimétert érte el, ahonnan az egész rakéta visszazökkent és a farokvezérsíkokon megállapodott. A rendszer egyetlen komponense dolgozott hibátlanul, a mentőrakéta – érzékelvén a starthibát – rendben leválasztotta a kabint, és mintegy 1200 méter magasra emelte azt, hogy aztán az ejtőernyőrendszer kinyíltával nagyjából 400 méterre a start kiindulópontja mellett tegye le. A hibát egy biztonsági rendszer túl érzékeny működése okozta (a rakéta túl lassú emelkedését hajtóműhibának vette, és leállította a hajtóművet az emelkedés első ezredmásodperceiben, ez esetben egy kalibrációs hiba érzékelte túl lassúnak az emelkedést).
A hiba feltárását – és az újrakalibrálást – követően 1960. december 19-re tűzték ki a startot, ugyanaz a rakéta és Mercury kabin startolhatott Mercury–Redstone–1A néven. Ez a közel 1 hónapos starthalasztás egyben a majommal végzett főpróbát és az űrhajós repülést is egy hónappal elcsúsztatta. A repülési program – a startfolyamat többszöri rövid leállását követően – lefutott, a Redstone ezúttal tökéletesen működött. A kabin elérte a tervezett sebességet (7900 km/h), csúcsmagasságot (210 km), és a tervezett távolságban szállt le az Atlanti-óceánon. Minden rendszer rendben működött, ami lehetővé tette a majom felküldését a következő repülésen.

### A majmok felkészítése Cape Canaveralen

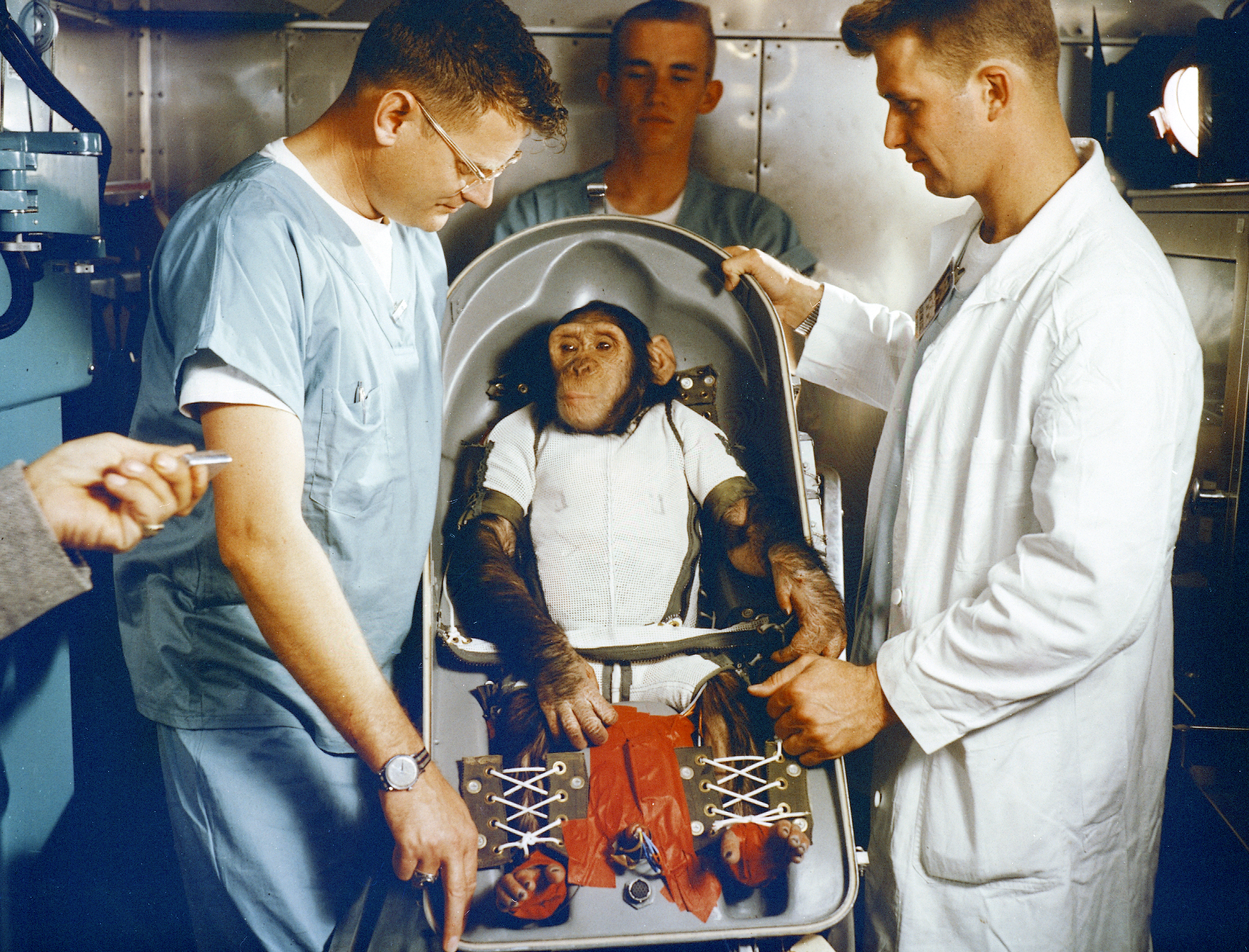
Ham a speciálisan számára kialakított ülésben, egy kvázi szkafanderben a repülés előtt

A Holloman bázison kiválasztott 6 legjobb állattal 20 állat-egészségügyi szakember és gondozó települt át Cape Canaveral-re 1961. január 2-án, ahol egy külön körletet kaptak. Az új helyen először egy akklimatizációs időszak vette kezdetét, mivel a Holloman nagyjából 1500 méter körüli tengerszint feletti magasságáról a tengerszintre  költöztek, így a majmok mért egészségügyi értékei objektív okokból megváltoztak. Ezt követően két külön csoportra osztották az állatokat, ahol a két csoport tagjai nem érintkezhettek, ezzel megelőzve, hogy egy esetleges fertőző betegség az összes jelöltön egyszerre söpörjön végig. A startig terjedő időszakban a csimpánzok naponta gyakorolták a Holloman bázison megismert feladatokat, csak ezúttal a fény- és hangjelzések, valamint a válaszadó karok egy életnagyságú Mercury kabin makettbe voltak beépítve, hogy az állatok megszokják az új „munkakörnyezetet”.
A felbocsátás előtti napon a Space Task Group egyik tagja és a hollomani csoport egyik állatorvosa megvizsgálta az állatokat, és kiválasztotta a legalkalmasabbnak tartott jelöltet, Hamet. A repülésre kijelölt csimpánz mellé kijelöltek egy tartalékot is, egy Minnie nevű nőstényt. A két kiválasztott példány számára 19 órával a tervezett start előtt kezdődött a startfolyamat, ekkor erősítettek rájuk életfunkció mérő bioszenzorokat, és etetésükben diétás étrendre tértek át a gondozók. Hét és fél órával a start előtt még egy utolsó orvosi vizsgálat következett. Négy órával a start előtt ültették be a két állatot az erre a repülésre számukra kialakított, nyomás alá helyezhető ülésekbe, hogy aztán kivigyék őket az indítóállásba.

## Repülés

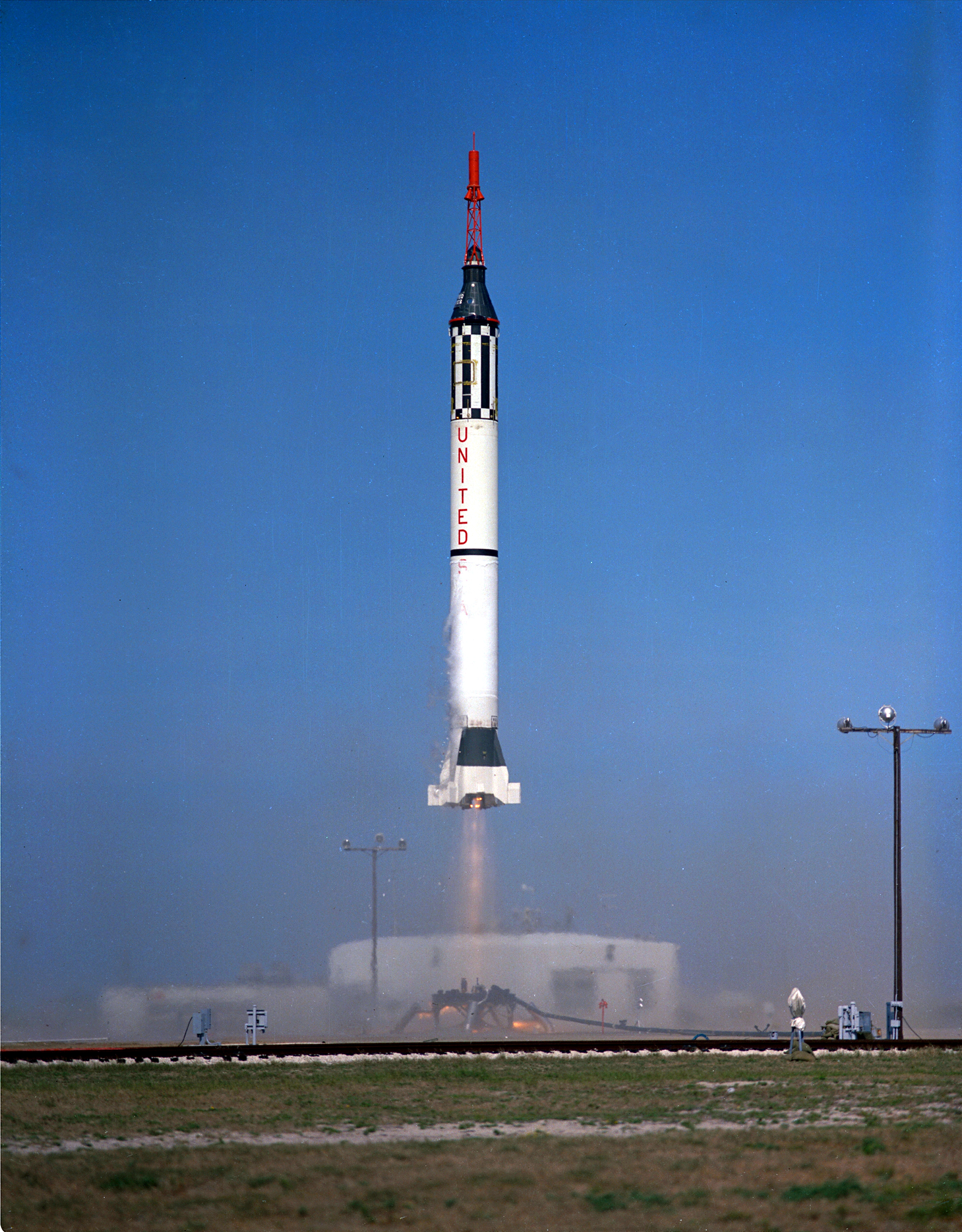
A Mercury–Redstone–2 startja 1961. január 31-én

A startfolyamat utolsó fázisában először az irányítás végső ellenőrzései folytak le, majd annak végén az egyes szekciók megadták a repülési engedélyt. Azonban az ellenőrzések és az engedélyek ellenére több kisebb probléma is felmerült a visszaszámlálási folyamatban: elakadt az indítóállás liftje, túl sokan tartózkodtak feleslegesen az indítóállás környezetében, az egyik rendszer beszabályozása 20 perccel tovább tartott, és a rakéta egyik csatlakozójának takarója beszorult. A hibák elhárítása közben Hamet is beültették a kabinba. Ám ekkor a kabin egyik áramátalakítója kezdett túlmelegedni. Rutinszerűen az áram lekapcsolását, egy hűtési periódust – és szükségszerűen starthalasztást – rendeltek el, majd a melegedés elmúltával visszakapcsolták az áramot, de az inverter azonnal újra melegedni kezdett. A túlmelegedés – lekapcsolás – hűtés periódust még többször meg kellett ismételni, a hiba makacs volt, végül 4 órát csúszott a start. Végül egy utolsó hűtési periódus után elengedték a startot (a hiba valódi okának felfedezése és kijavítása nélkül).

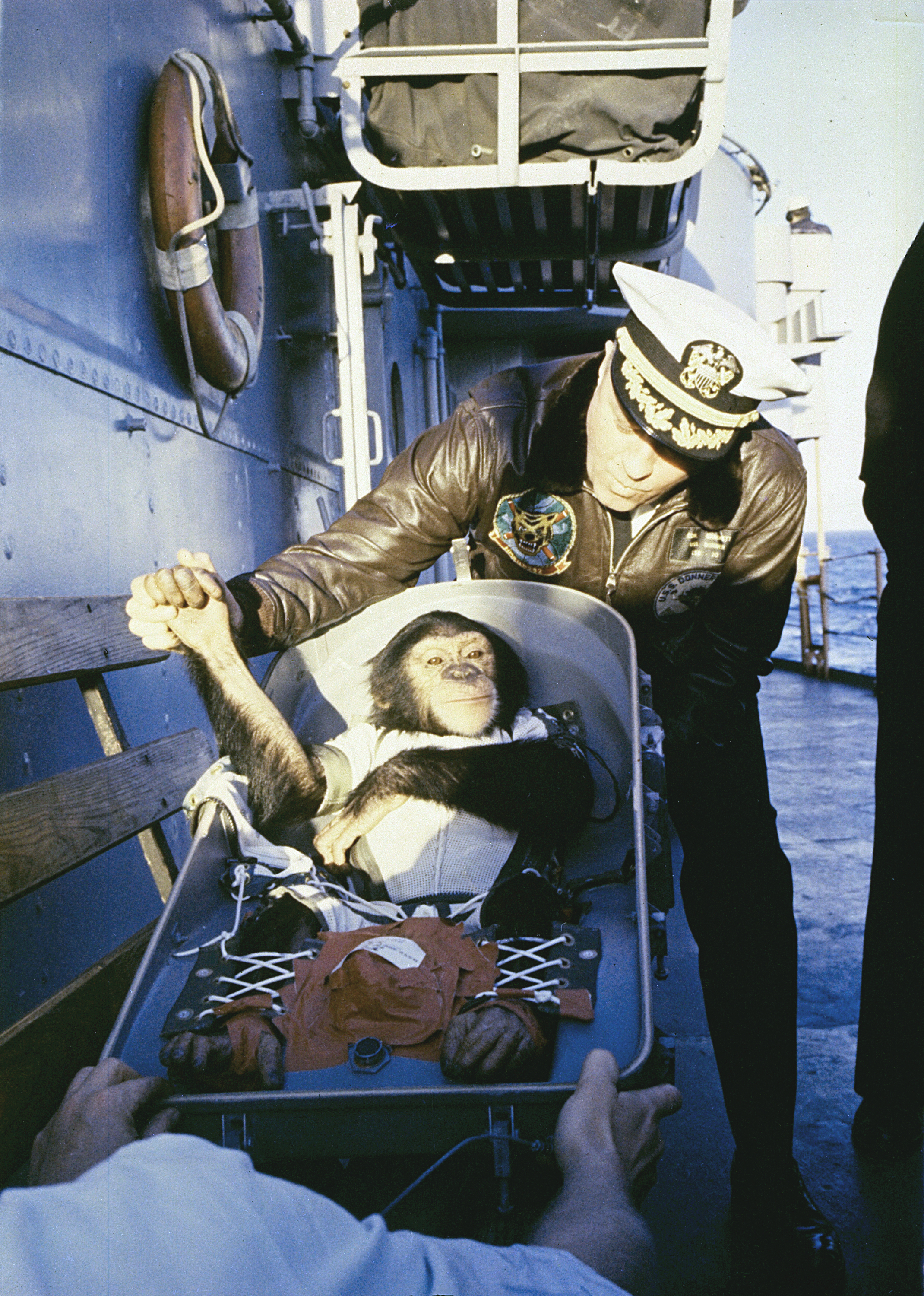
Ham a USS Donner fedélzetén a repülés után a hajó kapitányával „fog kezet”

Ham 1961. január 31-én 16:55-kor (UTC) szállt fel Cape Canaveral 56-os indítókomplexumának 5-ös indítóasztaláról. A csimpánz útja messze nem sikerült problémamentesre. Egy perccel a start után a telemetriai adatok a röppálya 1 fokos eltérését észlelték, és az eltérés növekedett. A gyorsítás 137 másodpercig tartott, ekkor a hajtóművet a rakéta automatikája a program szerint leállította. A mentőrakéta hibaként észlelte a hajtóműleállást, de ahelyett, hogy levált volna, beindult, és tovább emelte a kabint. A mentőrakéta hibája túlgyorsította az űrhajót, a tervezett kb. 7081 km/h sebesség helyett 9425 km/h-ra, és a pálya csúcspontja 185 km helyett 253 km magasra tevődött. Túl azon, hogy emiatt Ham 1 perc 40 másodperccel tovább lehetett a súlytalanságban (összesen 6 perc 36 másodpercet töltve súlytalanul), a visszatérésre nézve komoly problémát jelentett a túlgyorsítás. A röppálya megváltozása miatt egyrészt a vízre érkezés messze – az előzetes számítások szerint 77 km-re – helyeződött át a tervezetthez képest, ahol nem volt hajó, ami kiemelje az űrhajót, másrészt  meredekebbre rajzolódott a visszatérés íve, nagyobb, csonttörő 17g-s lassulást vetítve előre Ham számára. További probléma volt, hogy egy légszelep is meghibásodott, és a kabin nyomása a tervezett 5,5 psi (379 hektopascal) helyett 1 psi-re zuhant. Hamet csak az mentette meg, hogy az ülése kvázi szkafanderként funkcionált, saját belső nyomással rendelkezett.
A majom a nehézségek ellenére kiválóan tette a dolgát. A földi gyakorláshoz hasonlóan karokat kellett meghúznia különböző jelzésekre, és 50 alkalomból mindössze kétszer tévesztett (amit ezúttal is kis áramütéssel büntetett a rendszer). A leszálláskor még egy probléma vált nyilvánvalóvá az irányítás számára. A hiba még a rakéta leválásakor és a mentőrakéta hibás beindulásakor történt, a röppálya leszálláskori végső beállításához használt fékezőrakéták (amelyek egy „csomagban” voltak kötegelve és szíjakkal rögzítették őket a kabin fenekére, hogy aztán a fékezés végén könnyen leválaszthatók legyenek) idő előtt leváltak. Ennél fogva a röppálya tetején nem ment végbe a fékezőmanőver. A kabin ezután visszatért az atmoszférába, és a többszörösen megváltozott röppálya miatt a legnagyobb lassuláskor 14,7g hatott Hamre. A problémák a leérkezéskor sem hagyták el az űrhajót. Ham 16 perc 39 másodperc repülés után csobbant az Atlanti-óceánba, 679 kilométerre a starthelytől és 90 kilométerre a legközelebbi, őt váró hajóegységtől, a USS Ellison rombolótól. A leérkezés során a kabin megsérült, a hőpajzs leszakadt, és lék is támadt rajta, ezért a víz elkezdett beömleni a kabinba, elsüllyedéssel fenyegetve azt. A leszállás figyelésére és a kabin vízre érkezési helyének felderítésére kiküldött P2V kutató-mentő repülőgép 27 perccel a leszállás után fedezte fel a fejjel lefelé a vízen hánykódó Mercury kabint. Az irányítás ekkor úgy rendelkezett, hogy a haditengerészet rendeljen ki helikoptereket a mielőbbi mentésre, mivel a hajós kiemeléshez még legalább 2 óra kellett volna. A legközelebbi helikopteres hajóegység, a USS Donner küldött oda kutató-mentő helikoptert, amely végül kiemelte a süllyedő űrkabint. A pilóták becslése szerint kb. 360 liter víz gyűlt össze a kabin belsejében a kiemelés idejére. A víz a kabinfal sérülésén kívül még egy szelepen is folyt be a kabinba (ez az a szelep volt, amelyen keresztül a levegő is elszökött a repülés kezdeti fázisában és nyitva maradt).
A kiemelést követően a helikopter a USS Donnerre szállította a kabint, és a fedélzeten nyitották ki az ajtót. A tengerészek épen és egészségesen találták meg Hamet az ülésébe szíjazva. A jó állapotban levő állat egy almát és egy narancsot kapott a konyháról, amit jóízűen elfogyasztott.

## A repülés utóélete
Ham útja nem volt egyértelmű siker, olyannyira, hogy nem is következhetett Alan Shepard repülése, a Mercury–Redstone–3-mal, hanem Wernher von Braun, a NASA Marshall Space Flight Center igazgatója kénytelen volt változtatásokat eszközölni a rakétán, és a változtatások működőképességét egy újabb tesztrepülésen kipróbálni. Az újabb repülés nem kapott sorszámot, hanem a soron kívüli Mercury–Redstone–BD (azaz Booster Development – Rakéta Továbbfejlesztés) jelet kapta. Összesen hét helyen változtattak a Redstone rakétán. Egy módosítással a rakéta túlzott gyorsulását kívánták megelőzni, amelyet egy kis szervo szelep átalakításával értek el, hogy kevesebb hidrogén-peroxid jusson az üzemanyag szivattyúk meghajtását végző gőzgenerátorba, ezzel csökkenve a szivattyúk teljesítményét. Ugyancsak módosították az ún. tolóerő csökkentőt, az átfolyó üzemanyag mennyiségét szabályzó alkatrészt, ami szintén a túlgyorsulást volt hivatott akadályozni. Egy másik problémaforrás volt a rakéta felső részén támadó vibráció, amit a légerők keltettek, ezért négy merevítőt építettek be, és a szigetelésen is változtattak a rakéta falán (a hatások vizsgálatára 65 érzékelőt helyeztek el). További öt megszakítót építettek be, hogy minél pontosabban le lehessen állítani a hajtóművet még az oxidáló anyag kifogyását megelőzően.
Ham a repülés után nem maradt a Holloman bázis majomcsoportjának tagja, hanem átköltöztették a Nemzeti Állatkertbe, Washingtonba. Itt élt 1981-ig, amikor Észak-Karolinába került, ahol 26 évesen, 1983-ban pusztult el. Végül Alamogordóban helyezték nyugalomra az Új-Mexikói Űrtörténeti Múzeumban. A repülésben tartalékként kiképzett Minnie egészen a Mercury-program végéig megmaradt a hollomani csimpánzcsoportban, majd bekerült egy tenyésztési programba, amelynek során kilenc utódja lett. A csoportból ő lett a legtovább élő egyed, 41 évesen, 1998. márciusában pusztult el.